# 오오쿠치 켄고
오오쿠치 켄고(일본어: 大口 兼悟 おおくち けんご[*], 1981년 11월 9일~)는 일본의 전직 배우이다. 2016년 여름 무렵 배우를 은퇴하였다.

## 출연작

### TV 드라마
- 2008년~ 멘돌 - 캇수유키 미요시 역
- 2014년~2015년 열차전대 토큐저 - 제트 역
- 2015년~ 결혼 탐정 - 미네 료수케 역(에피소드 8)

## 영화
- 가면라이더 더블&오즈 무비대전 - 오다 노부나가 역
- 극장판 파워레인저 트레인포스 VS 다이노포스 THE MOVIE - 제트 역
- 여름날, 너의 목소리 - 텟수오 토가미 역